# آن كيرك
آن كيرك (بالإنجليزية: Anne Kirk)‏ هي لاعبة دارت بريطانية، ولدت في 6 أبريل 1951 في اسكتلندا في المملكة المتحدة.

## وصلات خارجية
- آن كيرك على موقع DartsDatabase.co.uk (الإنجليزية)